# Väne-Åsaka socken

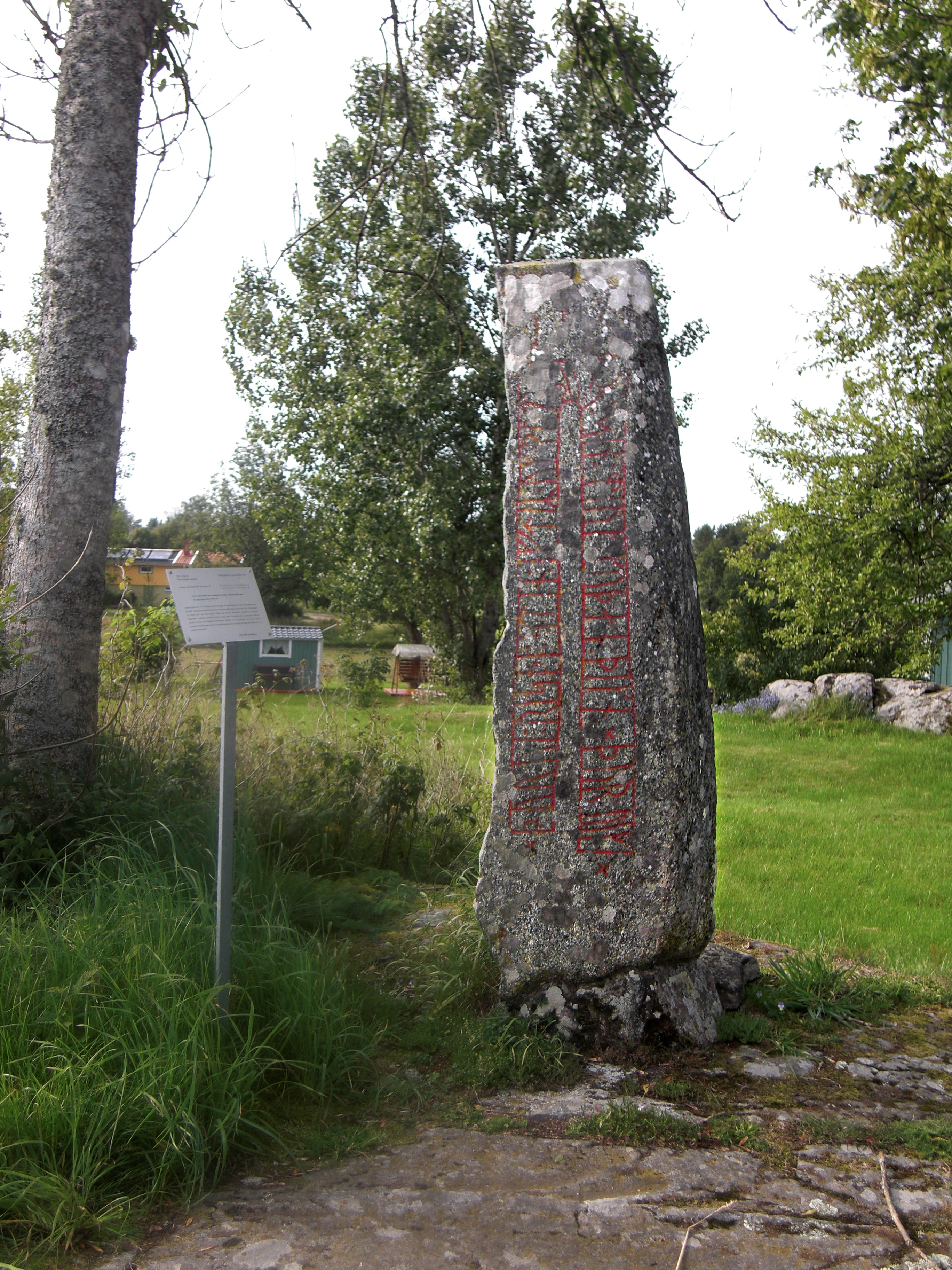
Velandastenen i Väne-Åsaka socken

Väne-Åsaka socken i Västergötland ingick i Väne härad, ingår sedan 1971 i Trollhättans kommun och motsvarar från 2016 Väne-Åsaka distrikt. Väne-Åsaka kyrka, belägen i tätorten Väne-Åsaka, ligger en dryg mil sydost om Trollhättan.
Arealen är 79,9 kvadratkilometer varav 79,3 land, och år 2000 fanns här 1 362 invånare.  Tätorten Väne-Åsaka med sockenkyrkan Väne-Åsaka kyrka ligger i socknen.   

## Administrativ historik
Socknen har medeltida ursprung. Namnet var ursprungligen endast Åsaka, men den 1 januari 1886 (enligt beslut den 17 april 1885) lades häradsnamnet Väne till som prefix för att skilja den åt från åtskilliga andra socknar i Västergötland med samma namn.
När det svenska kommunväsendet infördes 1863 övergick socknens ansvar för de kyrkliga frågorna till Åsaka församling och för de borgerliga frågorna bildades Åsaka landskommun. Kommunen gick 1952 upp i den då nybildade Södra Väne landskommun som i sin tur 1967 uppgick i Trollhättans stad, från 1971 Trollhättans kommun. Församlingen lades 2002 ihop med Norra Björke socken till Åsaka-Björke församling.
1 januari 2016 inrättades distriktet Väne-Åsaka, med samma omfattning som församlingen hade 1999/2000. 
Socknen har tillhört län, fögderier, tingslag och domsagor enligt vad som beskrivs i artikeln Väne härad. De indelta soldaterna tillhörde Västgöta-Dals regemente, Väne kompani, Västgöta regemente, Barne kompani och Älvsborgs regemente, Redvägs kompani.

## Geografi och natur
Slättbygd finns omkring kyrkan, medan skogsbygd finns i de södra och östra delarna. Socknen avvattnas av Lerumsån och Visslaån, som via Slumpån mynnar i Göta älv.
Det finns två naturreservat i socknen. Halle- och Hunnebergs rasbranter som delas med Västra Tunhems och Vänersnäs socknar i Vänersborgs kommun, Flo socken i Grästorps kommun och Norra björke socken i Trollhättans kommun ingår i EU-nätverket Natura 2000 medan Halle- och Hunnebergs platåer som delas med samma socknar är ett kommunalt naturreservat.
Sätesgårdar var Velanda herrgård och Munkebo säteri.
I kyrkbyn Väne-Åsaka fanns förr ett gästgiveri. I början av 1680-talet låg Väne härads tingsställe i Skalltorp.

## Fornlämningar
Runstenen Velandastenen är socknens främsta fornminne. Flera boplatser och två hällkistor från stenåldern funna. Från bronsåldern finns gravrösen och skålgropsförekomster. Från järnåldern finns ett gravfält.

## Befolkningsutveckling
Befolkningen ökade från 1 242 1810 till 2 551 1870 varefter den minskade till 997 1970 då den var som minst under 1900-talet. Därefter vände folkmängden uppåt igen till 1 357 1990.

## Namnet
Sockennamnets betydelse är omstridd. Se artikeln Åsaka.